# Dom Pracy Twórczej „Leśniczówka”
Dom Pracy Twórczej „Leśniczówka” – siedziba Śląskiego Stowarzyszenia Artystów i Twórców, miejsce spotkań i działalności artystycznej śląskiego środowiska muzycznego.

## Historia
Budynek mieści się w sercu Parku Śląskiego (dawny WPKiW) w Chorzowie, wewnątrz znajduje się kominek. Klub został założony w 1983 roku przez Zbigniewa Gocka jako „Dom Pracy Twórczej Śląskiego Jazz Clubu Leśniczówka”. Później prowadził go Józef Skrzek. Pierwszy koncert odbył się w nim w 1983 roku, na przełomie kwietnia i maja, po Rawa Blues Festival. „Leśniczówka” została otwarta oficjalnie w 1984 roku. Po 1990 roku został przebudowany i prowadzony jako Dom Pracy Twórczej przez Leszka Windera. Od 2010 roku klubem Leśniczówka Rock'n'Roll Cafe zajmuje się Rafał Fortuna.
Mają tu miejsce liczne koncerty, nagrania płyt, filmów oraz wystawy i spektakle. Z okazji 30. rocznicy założenia klubu wystąpił w nim w 2013 roku Jan Skrzek. Występowali tu m.in.: Ireneusz Dudek, Ryszard Riedel, Andrzej Urny, grupa SBB.
W 2010 obiekt przeszedł generalny remont i od końca września pod nowym kierownictwem znów dostępny jest dla muzyków. 